# Sharon Osbourne
Sharon Rachel Osbourne, nata Levy (Londra, 9 ottobre 1952), è una produttrice discografica e personaggio televisivo britannica, moglie del cantante Ozzy Osbourne della band heavy metal Black Sabbath, e figlia del produttore discografico Don Arden.

## Biografia
Osbourne è stata giudice delle prime edizioni del programma televisivo X Factor e America's Got Talent. È divenuta nota al grande pubblico attraverso il reality show The Osbournes, incentrato sulla vita della sua famiglia, in cui partecipavano anche i figli Kelly, Jack e Aimee, tutti avuti dal marito Ozzy Osbourne, con cui si era sposata nel 1982. È stata anche la manager del gruppo nu metal Coal Chamber, fino al loro scioglimento avvenuto nel 2003. Anche suo marito Ozzy ha collaborato con loro.
Nel 2002 fu costretta a sottoporsi ad un intervento per il cancro al colon, il giorno prima del suo ventesimo anniversario di matrimonio. In seguito a questa esperienza, nel 2004 ha fondato la Sharon Osbourne Colon Cancer Foundation. Nel 2013 e nel 2016 è tornata a far parte dei giudici dell'edizione inglese del programma The X Factor.

## Filmografia

### Cinema
- Austin Powers in Goldmember, regia di Jay Roach (2002) – cameo
- Boygirl - Questione di... sesso (It's a Boy Girl Thing), regia di Nick Hurran (2006)
- Garfield 2 (Garfield: A Tail of Two Kitties), regia di Tim Hill (2006)

### Televisione
- Il tempo della nostra vita (Days of Our Lives) – soap opera, episodio 1.9746 (2004)
- Will & Grace – serie TV, episodio 6x19 (2004)
- Doctor Who – serie TV, episodio 3x12 (2007)
- Up All Night – serie TV, episodio 1x21 (2012)
- The Millers – serie TV, episodio 1x08 (2013)
- The Comeback – serie TV, episodio 2x07 (2014)
- CSI - Scena del crimine (CSI: Crime Scene Investigation) – serie TV, episodio 15x10 (2014)
- Supergirl – serie TV, episodio 1x16 (2016)
- Jane the Virgin – serie TV, episodio 4x10 (2018)
- Happy Together – serie TV, episodio 1x09 (2018)
- Kidding - Il fantastico mondo di Mr. Pickles (Kidding) – serie TV, episodio 2x04 (2020)
- Lucifer – serie TV, episodio 5x02 (2020)
- The Conners – serie TV, episodio 2x15 (2020)

## Programmi televisivi
- The Osbournes (2002-2005)
- American Idol (2004)
- The X Factor UK (2004-2017)
- Top of the Pops (2005)
- America's Got Talent (2007-2012)
- WWE Raw (2009)
- The Talk (2010-2021)
- The Celebrity Apprentice (2011)
- RuPaul's Drag Race (2011)
- Gogglebox (2017)
- Ieri, Ozzy e domani (2018)

## Doppiatrici italiane
Nelle versioni in italiano dei suoi lavori, Sharon Osbourne è stata doppiata da:
- Cristina Noci in The Osbournes
- Aurora Cancian in Boygirl - Questione di sesso
- Graziella Polesinanti in Garfield 2
- Anna Rita Pasanisi in CSI - Scena del crimine